# Синагога Магаршала
Синаго́га Магарша́ла (їд. מהרשל-שול), також Велика синагога — неіснуюча тепер найбільша синагога міста Люблін, яка розташовувалась на північному схилі Замкового пагорба. Вона була найстарішою відомою синагогою Польщі з бімою на чотири стійки. Разом із синагогами Магарама та Шиве Криєм належала до синагогального комплексу на Підзамчу (місцевість Любліна).

## Історія
Будівництво синагоги розпочалося близько 1567 року завдяки привілеєві від 25 серпня того ж року, наданого євреям Любліна польським королем Сигізмундом II Августом. Її було збудовано на ділянці землі, пожертвуваній доктором Ісааком Маєм. Тоді ж єврейська громада отримала дозвіл на будівництво першої єшиви, яка знаходилася в будівлі синагоги. Слава університету була настільки велика, що євреї-студенти з'їжджалися до нього з усієї Європи. Синагога отримала свою назву на честь ректора єшиви і люблінського рабина Соломона Лурії, якого також називали Магаршалом. В кінці шістнадцятого або на початку сімнадцятого століття до південної стіни був прибудований менший об'єкт, в якому розмістилася синагога Магарама, призначена для богослужінь у шабат. Разом у двох спорудах могло поміститися понад 3000 молільників.
Існують перекази, що в синагогальному комплексі, окрім першої в Любліні єшиви, розташовувався контори єврейського кагалу. Також тут містилася невелика в'язниця для злочинців, які вчинили злочини проти релігії чи кагалу. Швидше за все, згодом в'язниця була перероблена під маленьку божницю, розташовану в синагозі, яка в документах дев'ятнадцятого століття фігурувала під назвою «Шиве Криєм».
Під час наїзду козаків і московитів на Люблін у 1655 році нападники повністю спалили синагогу. Будівля була швидко відновлена, але єшива в ній вже не запрацювала. В наступні роки синагога обходилась без ремонтів і потроху руйнувалася. Зрештою, це привело її до будівельної катастрофи — в 1854 році, в ніч після Йом Кіпур, обвалилися перекриття споруди. У 1866 році закінчилася довга і важка реконструкція синагоги, яка вже не отримала попереднього барокового вигляду. Від старої синагоги збереглися тільки оригінальні обриси зовнішніх стін і Арон Га-кодеш. У дев'ятнадцятому столітті, за переказами, синагога Магаршала служила місцем зустрічі представників всієї єврейської громади, які приймали тут важливі для спільноти рішення. Останнім передвоєнним керуючим синагогою був Давид Келлер, який також виконував почесну функцію читання віршів Тори.
У міжвоєнний період внаслідок поганого технічного стану планувалося провести масштабні роботи з реновації будівлі, але початок Другої світової війни не дав цим планам здійснитися. Німецька окупаційна влада наказала закрити синагогу для релігійних відправ. Через її велику площу всередині було вирішено утворити притулок для бідноти, біженців, переселенців, а також кухню для бідних євреїв з люблінського гетто. Протягом березня-квітня 1942 року нацисти повністю зруйнували інтер'єр синагоги і перетворили її на перевалочний пункт для людей, яких відправляли до Белжецького табору смерті. У середньому щоночі тут збирали близько 1500 євреїв, які потім переганялися через Каліновщизну на рампу міської бійні, звідки поїзди вирушали в Белжець. Після ліквідації люблінського гетто синагога була підірвана.
Після війни руїни синагоги, в тому числі біма, простояли ще кілька років. Були знесені в 1954 році за наказом міської влади у зв'язку з будівництвом через цю територію Алеї Тисячоліття. Про синагогу нагадує тільки гранітна меморіальна таблиця з написами польською мовою, їдишем та івритом:
|  | На цьому місці знаходилась синагога Магаршала і Магарама, побудована в 1567 році, знищена німцями в 1942 році |

## Архітектура та інтер'єр споруди

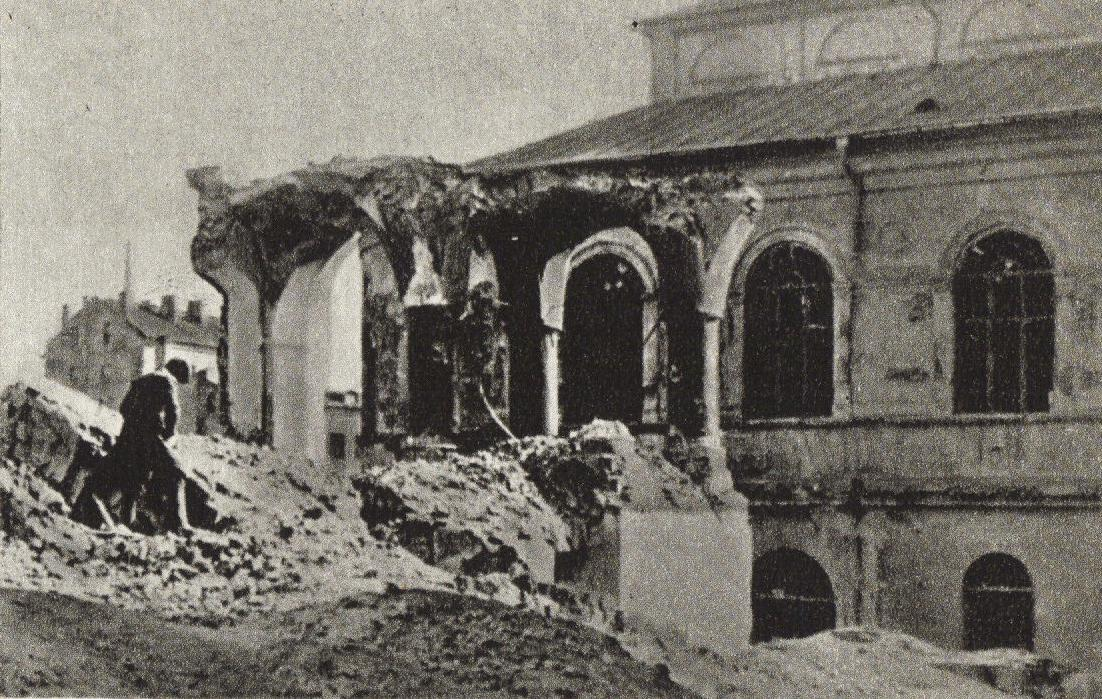
Підрив єврейського кварталу гітлерівцями. На задньому плані праворуч — синагога Магаршала

Мурована будівля в плані мала форму неправильного чотирикутника і спочатку була оформлена в ренесансно-барокововому стилі. Про внутрішнє планування синагоги до пожежі 1656 року немає жодної інформації. Єдині доступні дані про будівлю перед пожежею 1856 року — контури споруди на планах міста з 1783, близько 1800, 1823 і 1829 років. На кожному з цих планів синагога Магаршала має різні розміри. На плані 1823 року контури будівлі схожі на вимірювальне креслення 1920 року. Донині збереглося більше десятка фотографій, малюнків і архітектурних планів міжвоєнного періоду, за яким відомий зовнішній вигляд та інтер'єр синагоги.
Двоповерхова будівля мала фасади з характерними вертикальними поділами за допомогою пілястр і напівкруглих верхніх частин вікон. Над вікнами через увесь фасад ішов карниз. Вінчав синагогу мансардний дах, покритий бляхою з козирком із західного боку.
В синагозі було два поверхи, підвал і горище. На першому поверсі розміщувались 10 приміщень, серед яких були передсіння, синагога Шиве Криєм, сходова клітка, північний бабинець, бабинець синагоги Магарама, ще одні сходи і передсіння бабинця. На другому поверсі теж було 10 приміщень, серед них головний молитовний зал, західний та північний бабинці, три сходові клітки. Кімнати розділялися стінами з дверними отворами для забезпечення проходу, а також мали вікна.
Головна зала для молитов, яка займала два поверхи, був квадратною з розмірами 16 на 16 метрів. Зверху знаходилось склепіння, що складалося з чотирьох напівбочок з люнетами. Напівбочки перетиналися між собою в кутах і були розтягнуті між стінами і могутнім стовпом, розташованим посередині зали. Стовп оточувала біма з двома входами і кованою балюстрадою. Біма виглядала так: на квадратному подіумі стояли чотири підпори, кожна з яких складалася з трьох тонких колон із коринфськими капітелями. На них за допомогою щедро оздобленого антаблементу опиралась надбудова, в якій були вирізані напівкруглі арки. Її вінчав великий карниз, на якому вже безпосередньо лежали волюти.
На східній стіна знаходився скромний ренесансно-бароковий Арон Га-кодеш, який стояв посередині великої оздоби, підтримуваної з боків півколонами і увінчаної скрижалями із Декалогом, які символічно обожнювала пара левів. Праворуч від нього стояв стіл кантора. З півночі і заходу до головної зали примикали невисокі бабинці, які були, ймовірно, вибудувані при реконструкції в 1656 році. Завдяки кільком невеликим, заґратованим віконцям жінки могли стежити за службою. Всередині було безліч канделябрів, які закупили найбагатші євреї Любліна.
У 2007 році з ініціативи Осередку Брама Ґродська — Театр NN Кшиштоф Муха створив тривимірну комп'ютерну модель синагоги Магаршала. На реалізацію проекту пішло півроку.

## Парохет

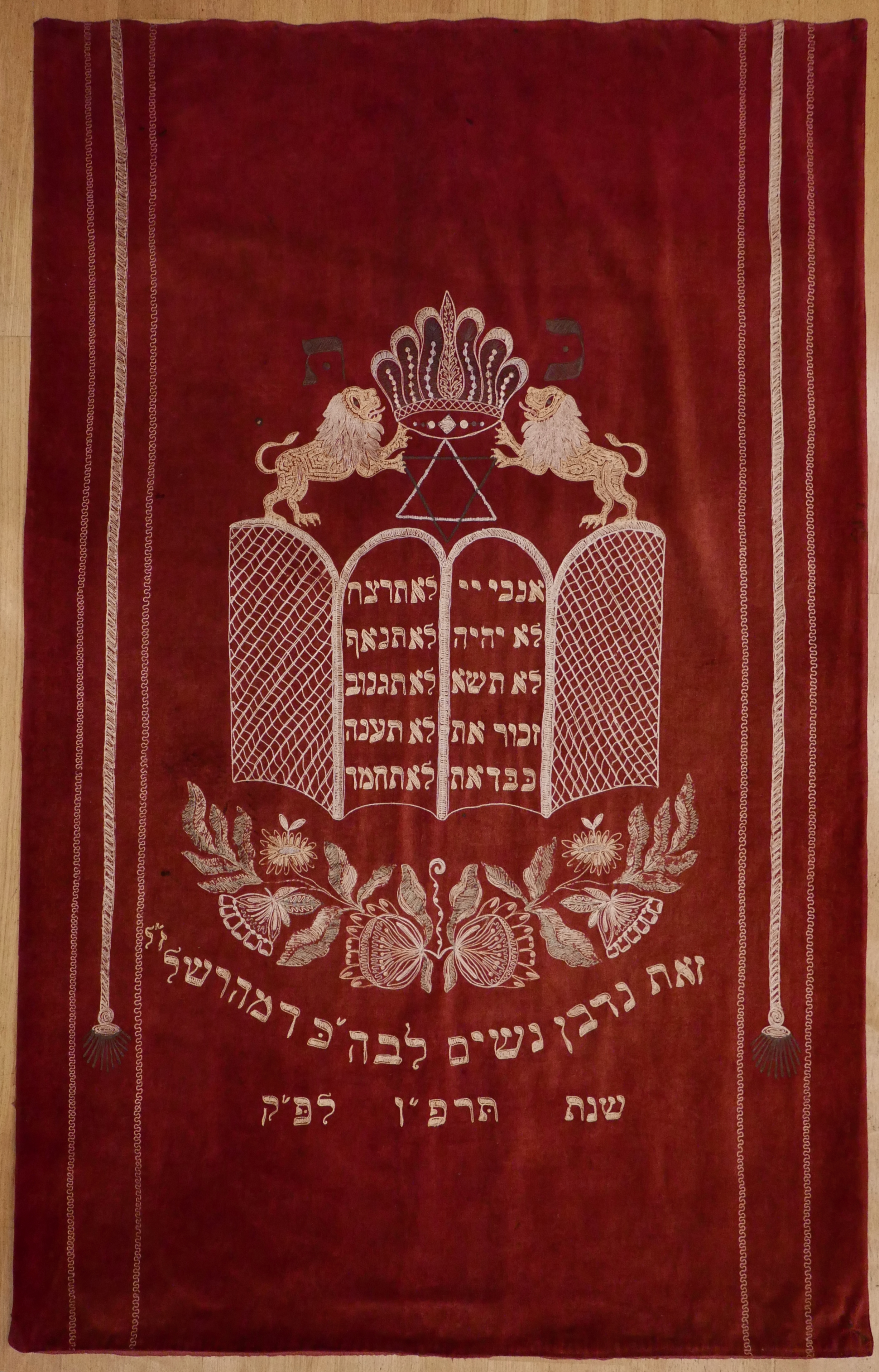
Парохет

На сьогодні від синагоги зберігся тільки оксамитовий парохет розміром 180 на 120 сантиметрів, подарований синагозі Магаршала жінками у 1925 чи 1926 році. Він використовується з 1945 року і донині в синагозі єврейської громади в місті Бельсько-Бяла.
Невідомо, як парохет потрапив до Бельсько-Бялої. В інвентаризаційному описі фігурує від 1945 року. Його у січні 2008 року під час інвентаризації предметів, що використовуються Бельською синагогою і перекладу вишитого на парохеті тексту віднайшов історик Яцек Прошик.
На тканині знаходяться, серед іншого, Десять Заповідей на івриті, увінчані короною Тори, яка підтримується парою левів. Внизу напис на івриті:
|  | זאת נדבן נשים לבה״כּ דמהרשל ז״ל – שנת תּרפ״ו לפּ״ק |

В перекладі напис означає:
|  | Це – дар жінок синагозі Магаршала б.п. [благословенної пам'яті] в рік (5)686 [тобто 1925 або 1926] |